# سيلماريليون
سيلماريليون (بالإنجليزية: The Silmarillion)‏ هي عبارة عن مجموعة من الأشعار الخرافية التي ألفها الكاتب الإنجليزي ج.ر.ر.تولكين، وقام ابنه، كريستوفر تولكين، بتحريرها ونشرها في عام 1977 (بعد وفاة أبيه بأربع سنوات)، بمساعدة جاي جافريل كاي. ويشكل هذا العمل، إلى جانب أعمال تولكين الأخرى، حكاية واسعة، وإن كانت غير مكتملة، تصف عالم إيا الذي توجد فيه أراضي فالينور، بيليرياند، نومينور، والأرض الوسطى التي تقع فيها أحداث الهوبيت وسيد الخواتم.
طلب ناشرو تولكين منه وضع تكملة بعد نجاح رواية الهوبيت. أرسل تولكين لهم مسودة أولى من السيلماريليون، ولكنهم رفضوا المسودة دون قراءتها كلها بسبب سوء الفهم. وكانت النتيجة أن تولكين بدأ العمل على هو الفصل الأول من قصة جديدة عن الهوبيت، التي أصبحت لاحقا سيد الخواتم.
ويتألف السيلماريليون من خمسة أجزاء. الجزء الأول، أينوليندالي، يروي قصة إنشاء عالم «إيا». الجزء الثاني، فالاكينتا، يعطي وصفا لفالار ومايار، وهي القوى الخارقة للطبيعة في إيا. القسم التالي، كوينتا سيلماريليون، الذي يشكل الجزء الأكبر من المجموعة، يسلط الضوء على تاريخ الأحداث قبل وأثناء العصر الأول، بما في ذلك الحروب على جواهر السيلماريل التي أعطت الكتاب عنوانه. الجزء الرابع، أكالابيث، يروي تاريخ سقوط نومينور وشعبها، الذي يحدث في العصر الثاني. الجزء الأخير، عن خواتم القوة والعصر الثالث، هو وصف موجز للظروف التي أدت إلى أحداث سيد الخواتم.
كانت الأجزاء الخمسة في البداية أعمال منفصلة، ولكن تولكين الأكبر كان يرغب صراحة في أن تنشر معا. مات تولكين قبل أن ينتهي من تنقيح الأساطير المختلفة في الكتاب، فقام كريستوفر بجمع مواد من كتابات والده القديمة لملء الفراغات في الكتاب. وفي حالات قليلة، اضطر كريستوفر لوضع مواد جديدة تماما من أجل سد الثغرات وعدم الاتساق في السرد.سيلماريليون

## لمحة عامة
مجموعة أشعار «سيلماريليون»، مثل كتابات الأرض الوسطى الأخرى التي خطّها تولكين، يفترض أنها حدثت في وقتٍ ما من ماضي الأرض. ووفقًا لهذه الفكرة، تُرجمت «سيلماريليون» من ترجمات مجلدات بيلبو الثلاثة «ترجمات من اللغة الإلفية»، والتي كتبها أثناء وجوده في ريفيندل. 
تشمل الفصول في الكتاب:
- «موسيقا الأينور»
- «كوينتا سيلماريليون» (تاريخ السيلماريليين وحرب نولدور ضد مورغوث)
- «عن بيرين ولوثيان»
- «تورين تورامبار» (يرتبط ارتباطًا وثيقًا بـ «نارن آي تشين هورين: حكاية أطفال هورين» في كتاب «حكايات غير مكتملة» وفي رواية «أطفال هورين»)
- «عن تور وسقوط غوندولين»
- «عن رحلة إرينديل وحرب الغضب»

تحتوي صفحة العنوان الداخلية على كتابة باللغة التنغوارية. تنصّ باللغة الإنجليزية على التالي: «حكايات العصر الأول عندما سكن مورغوث في الأرض الوسطى، وشن الإلفيون الحرب عليه لاستعادة مجوهرات السيلماريليات التي تسبّبت بسقوط نومينور وتاريخ خواتم السلطة والعصر الثالث الذي تنتهي فيه هذه الحكايات».

## ملخص

### أينوليندو وفالاكوينتا
يأخذ القسم الأول من سيلماريليون، أينوليندو («موسيقا أينور»)، شكل سردٍ إنشائي أساسي. إرو («الواحد»)، الذي يُطلق عليه أيضًا إيلوفاتار(«أب الجميع»)، يُقدم في بادئ الأمر على خلق الأينور، وهي مجموعة من الأرواح أو خالقي الكون المادي، الذين يدعون «نسل فكره». يجمع إيلوفاتار بين الأينور ويظهر لهم موضوعًا، ويطلب منهم تقديم موسيقا رائعة. ينفصل ميلكور -الذي وهبه إيلفاتار «القوّة الأعظم والمعرفة الأكبر» من بين الأينور- عنهم لتطوير أغنيته الخاصة. ينضمّ إليه بعض الأينور، بينما يواصل آخرون ملاحقة إيلوفاتار، ما يتسبّب في وقوع الشقاق في الموسيقا. يحدث هذا ثلاث مرّات، ويتغلّب إرو إيلوفاتار بنجاح على تابعه المتمرّد بفكرة جديدة في كل مرّة. يوقف إيلوفاتار الموسيقا عندئذٍ ويريهم رؤيا لأرضا وشعبها. تختفي الرؤيا بعد فترة من الوقت، ويعرض إيلوفاتار على الأينور الفرصة للدخول في أرضا (الآرض) والهيمنة على العالم الجديد.
يقبل العديد من الأينور بأخذ شكل مادي ويصبحون مرتبطين بهذا العالم. يصبح الأينور الأعظم معروفًا باسم فالار، في حين يطلق على الأينور الأدنى اسم المايار. يحاول فالار إعداد العالم للسكان القادمين (الإلفيين والرجال)، بينما يخرّب ملكور، الذي يريد أرضا له وحده، عملهم باستمرار؛ يستمر هذا لآلاف السنين، ومن خلال موجات الدمار والإنشاء، تتشكّل معالم العالم .
يصف فالاكوينتا («مكانة الفالار») ميلكور وكل من الفالار الأربعة عشر بالتفصيل، بالإضافة إلى عددٍ قليل من المايار. يكشف أيضًا كيف يغوي ميلكور العديد من المايار -بمن فيهم أولئك الذين يصبحون في النهاية ساورون وبالروغ- في خدمته.

## روابط خارجية
- سيلماريليون على موقع الموسوعة البريطانية (الإنجليزية)